# Burgstock
Der Burgstock, früher auch Brunsberg oder Braunsberg genannt, ist eine abgegangene Turmhügelburg (Motte) beim Ortsteil Untereggatsweiler der Gemeinde Braunenweiler im Landkreis Sigmaringen in Baden-Württemberg.

## Geschichte
Die Burg wurde vermutlich im 11. oder 12. Jahrhundert als Sitz der niederadeligen Ortsherren erbaut. Im Jahre 1282 wird ein „her Hiltbrant von Brunsperch ritter“ genannt. 1428 verkauft Michael Humbis „das Burgstall und den Burghof zu Braunsberg“ an das Kloster Schussenried. Anfang des 19. Jahrhunderts wurden die Außenanlagen eingeebnet.
Heute zeigt die Burgstelle noch einen bewaldeten, von einem Graben umgebenen Hügel nahe dem heutigen Burgstockhof.
Die Geschichte von der „Roten Nähre“ ist eine lokale Sage, die hier spielt.